# Rhynchospora amazonica
Rhynchospora amazonica là loài thực vật có hoa trong họ Cói. Loài này được Poepp. ex Kunth miêu tả khoa học đầu tiên năm 1837.